# Ferdinand Hotový
Rmus. D. Ferdinand Maria Antonín Hotový, O.Praem.(5. ledna 1853 Vesec u Horní Slatiny – 1. května 1928 Nová Říše), byl v letech 1913–1928 opatem kláštera premonstrátů v Nové Říši na Moravě.

## Život
Narodil se ve Vesci u Horní Slatiny jako Antonín Hotový 5. ledna 1853. Vstoupil do novoříšského kláštera premonstrátského řádu, a přijal řeholní jméno Ferdinand. Je dochována kresba klášterního areálu, kterou vytvořil v době svého noviciátu.
Po rezignaci opata Drápalíka byl Ferdinand Hotový v dubnu roku 1913 zvolen novoříšským opatem. Klášter měl v té době značné problémy s představiteli obce, a po vzniku Československa přibyly problémy další – řeholníci totiž byli automaticky pokládáni za příznivce monarchie. Ve stáří se opatovi velice horšil zrak. Zemřel 1. května 1928.